# Nová vlna (hudba)
Nová vlna (anglicky New wave) je termín, kterým se označuje hnutí populární hudby v USA, Austrálii, UK, Kanadě a Evropě na přelomu sedmdesátých a osmdesátých let. Muzikálně čerpá ze směsice doznívajících rock 'n' rollových principů, mnohdy průkopnického začlenění elektroniky (metoda pokus/omyl) a průzkumu do alternativních hudebních kultur, převážně z třetího světa; často používá hudební postupy funku, z něhož čerpá živost a spontaneitu kompozice. Označení „Nová vlna“ vzniklo v paralele k francouzskému filmovému hnutí 60. let.

## Významní představitelé
- ABC
- Alphaville
- The B-52's
- Blondie
- Boomtown Rats
- Bow Wow Wow
- Elvis Costello
- Culture Club
- The Cure
- Depeche Mode
- Devo
- Dexys Midnight Runners
- Duran Duran
- Ian Dury
- Echo & the Bunnymen
- Eurythmics
- Frankie Goes to Hollywood
- Hair Cut 100
- Human League
- Billy Idol
- Joe Jackson
- Joy Division
- Kajagoogoo
- Killing Joke
- Nick Low
- Modern Romance
- Musical Youth
- New Order
- Gary Numan
- Pigbag
- Pseudo Echo
- The Police
- R.E.M.
- Simple Minds
- The Smiths
- Soft Cell
- Spandau Ballet
- Talking Heads
- Tears for Fears
- Thompson Twins
- Tom Robinson Band
- U2
- Ultravox
- Visage
- Wire